# Hazebrouck
Hazebrouck  est une commune française dans le département du Nord, en région Hauts-de-France.
La ville, située en Flandre française, ainsi que ses alentours ont appartenu au Comté de Flandre, au royaume de France, aux Pays-Bas espagnols et aux Pays-Bas méridionaux.
Avec ses 21 785 habitants en 2022, Hazebrouck est une ville relativement importante (la 3e de l'arrondissement de Dunkerque et la 16e du département du Nord).

## Géographie

### Localisation
Hazebrouck est située en Flandre française, dans le Houtland (litt. le pays du bois), à 35 km de Dunkerque et de Lille, 50 km d'Arras, 54 km de Calais et à proximité de la frontière belge (située à 15 km environ).

### Communes limitrophes
Les communes limitrophes sont Vieux-Berquin, Wallon-Cappel, Borre, Caëstre, Hondeghem et Morbecque.
| Hondeghem     | Hondeghem  | Caëstre       |
| Wallon-Cappel | Hazebrouck | Borre         |
| Morbecque     | Morbecque  | Vieux-Berquin |

### Hydrographie

#### Réseau hydrographique
La commune est située dans le bassin Artois-Picardie. Elle est drainée par le canal d'Hazebrouck, divers bras de la Bourre, la Foene Becque, la Papote Becque Nord, la Becque de la bréarde, la dole Becque, la Noord Becque, le ruisseau de Morbecque, l'Hondsteen Becque et un autre petit cours d'eau,.
La Bourre, d'une longueur de 19 km, prend sa source dans la commune de Lynde et se jette  dans le canal d'Hazebrouck en limite de Morbecqueet de Vieux-Berquin, après avoir traversé huit communes.
Le canal d'Hazebrouck, d'une longueur de 15 km, prend sa source dans la commune  et se jette  dans la Lys à Merville, après avoir traversé quatre communes.

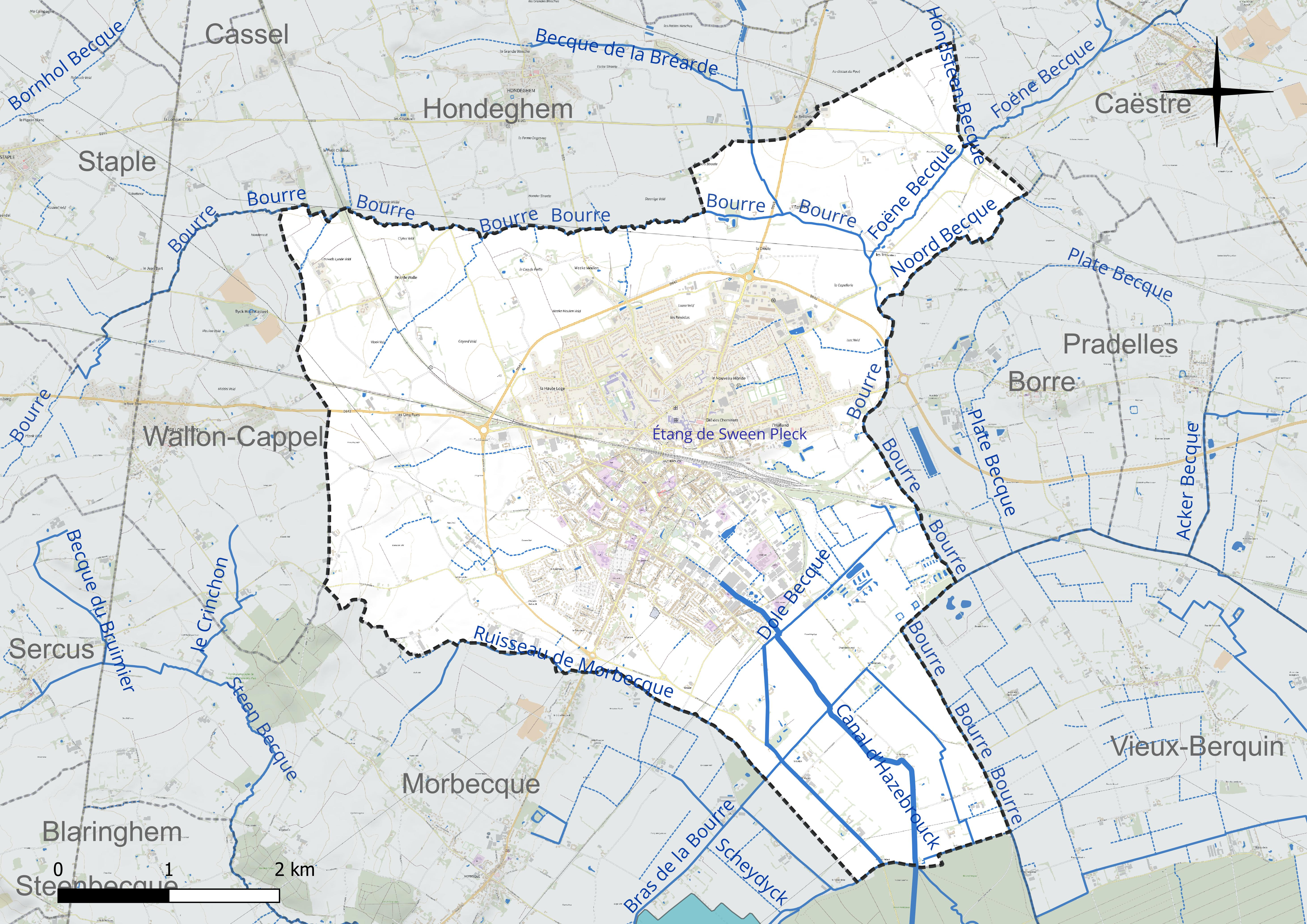
Réseau hydrographique d'Hazebrouck.

Un plan d'eau complète le réseau hydrographique : l'étang de Sween Pleck (0,4 ha),.

#### Gestion et qualité des eaux
Le territoire communal est couvert par le schéma d'aménagement et de gestion des eaux (SAGE) « Lys ». Ce document de planification concerne un territoire de 1 835 km2 de superficie, délimité par le bassin versant de la Lys. Le périmètre a été arrêté le 29 mai 1995 et le SAGE proprement dit a été approuvé le 6 août 2010, puis révisé le 20 septembre 2019. La structure porteuse de l'élaboration et de la mise en œuvre est le syndicat mixte pour l'élaboration du SAGE de la Lys (SYMSAGEL).
La qualité des cours d'eau peut être consultée sur un site dédié géré par les agences de l'eau et l'Agence française pour la biodiversité.

### Climat
Pour des articles plus généraux, voir Climat des Hauts-de-France et Climat du Nord.
En 2010, le climat de la commune est de type climat océanique dégradé des plaines du Centre et du Nord, selon une étude du CNRS s'appuyant sur une série de données couvrant la période 1971-2000. En 2020, Météo-France publie une typologie des climats de la France métropolitaine dans laquelle la commune est exposée à un climat océanique et est dans la région climatique Côtes de la Manche orientale, caractérisée par un faible ensoleillement (1 550 h/an) ; forte humidité de l'air (plus de 20 h/jour avec humidité relative > 80 % en hiver), vents forts fréquents.
Pour la période 1971-2000, la température annuelle moyenne est de 10,4 °C, avec une amplitude thermique annuelle de 14,1 °C. Le cumul annuel moyen de précipitations est de 736 mm, avec 12,8 jours de précipitations en janvier et 8,5 jours en juillet. Pour la période 1991-2020, la température moyenne annuelle observée sur la station météorologique la plus proche, située sur la commune de Steenvoorde à 10 km à vol d'oiseau, est de 11,2 °C et le cumul annuel moyen de précipitations est de 727,8 mm,. Pour l'avenir, les paramètres climatiques de la commune estimés pour 2050 selon différents scénarios d'émission de gaz à effet de serre sont consultables sur un site dédié publié par Météo-France en novembre 2022.

## Urbanisme

### Typologie
Au 1er janvier 2024, Hazebrouck est catégorisée centre urbain intermédiaire, selon la nouvelle grille communale de densité à sept niveaux définie par l'Insee en 2022.
Elle appartient à l'unité urbaine de Hazebrouck, une agglomération intra-départementale regroupant trois  communes, dont elle est ville-centre,,. Par ailleurs la commune fait partie de l'aire d'attraction d'Hazebrouck, dont elle est la commune-centre,. Cette aire, qui regroupe 11 communes, est catégorisée dans les aires de moins de 50 000 habitants,.

### Occupation des sols

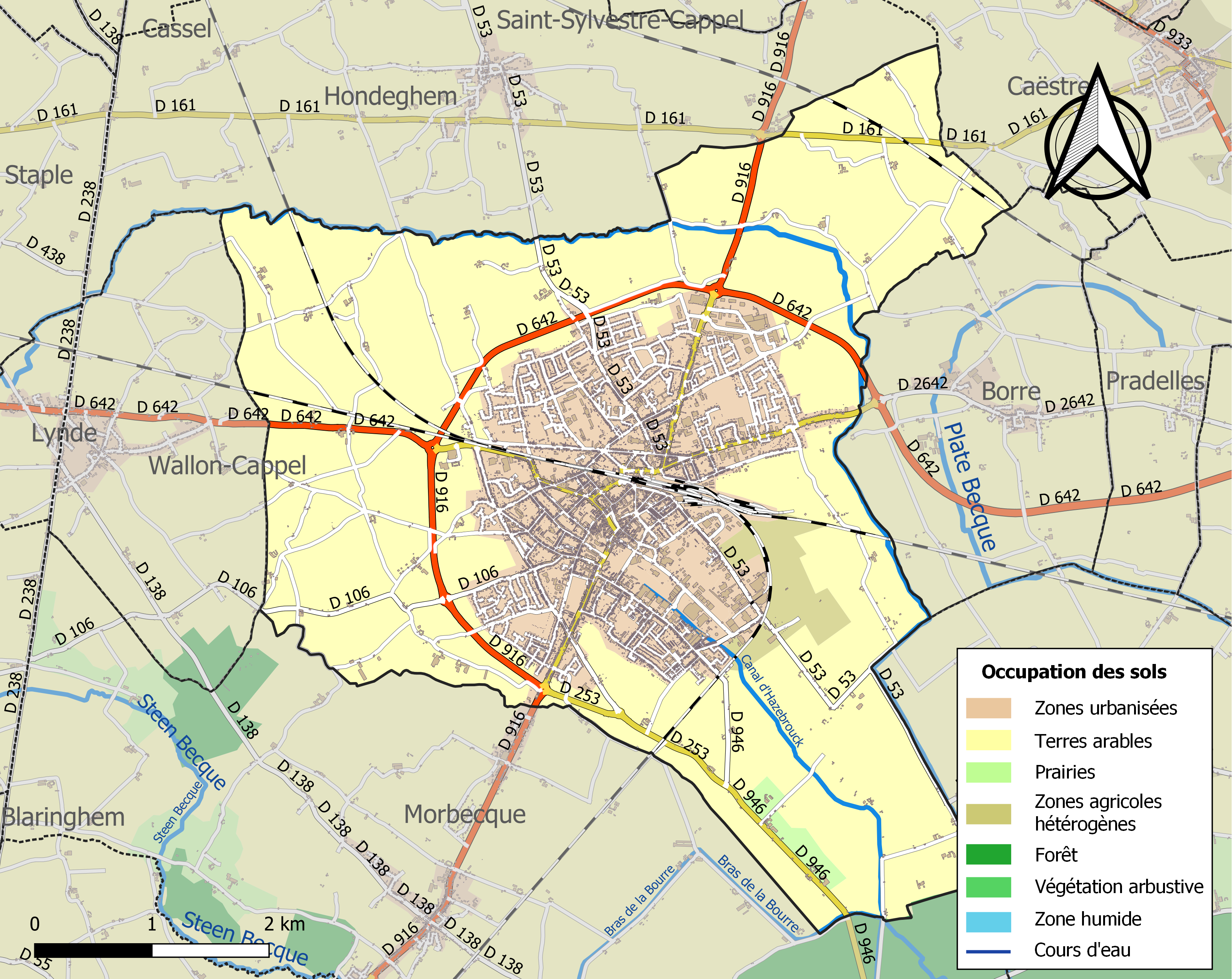
Carte des infrastructures et de l'occupation des sols de la commune en 2018 (CLC).

L'occupation des sols de la commune, telle qu'elle ressort de la base de données européenne d'occupation biophysique des sols Corine Land Cover (CLC), est marquée par l'importance des territoires agricoles (73,8 % en 2018), en diminution par rapport à 1990 (79,7 %). La répartition détaillée en 2018 est la suivante :
terres arables (70,5 %), zones urbanisées (21,4 %), zones industrielles ou commerciales et réseaux de communication (4,7 %), zones agricoles hétérogènes (2,4 %), prairies (0,9 %), forêts (0,1 %). L'évolution de l'occupation des sols de la commune et de ses infrastructures peut être observée sur les différentes représentations cartographiques du territoire : la carte de Cassini (XVIIIe siècle), la carte d'état-major (1820-1866) et les cartes ou photos aériennes de l'IGN pour la période actuelle (1950 à aujourd'hui).

### Habitat et logement
En 2020, le nombre total de logements dans la commune était de 10 214, alors qu'il était de 9 837 en 2015 et de 9 502 en 2010.
Parmi ces logements, 92,9 % étaient des résidences principales, 0,9 % des résidences secondaires et 6,2 % des logements vacants. Ces logements étaient pour 73,2 % d'entre eux des maisons individuelles et pour 26,6 % des appartements.
Le tableau ci-dessous présente la typologie des logements à Hazebrouck en 2020 en comparaison avec celle du Nord et de la France entière. Une caractéristique marquante du parc de logements est ainsi une proportion de résidences secondaires et logements occasionnels (0,9 %) inférieure à celle du département (1,7 %) et à celle de la France entière (9,7 %). Concernant le statut d'occupation de ces logements, 56,8 % des habitants de la commune sont propriétaires de leur logement (56,9 % en 2015), contre 54,5 % pour le Nord et 57,5 pour la France entière.
| Typologie                                               | Hazebrouck | Nord | France entière |
| ------------------------------------------------------- | ---------- | ---- | -------------- |
| Résidences principales (en %)                           | 92,9       | 90,7 | 82,1           |
| Résidences secondaires et logements occasionnels (en %) | 0,9        | 1,7  | 9,7            |
| Logements vacants (en %)                                | 6,2        | 7,7  | 8,2            |

### Voies de communication et transports

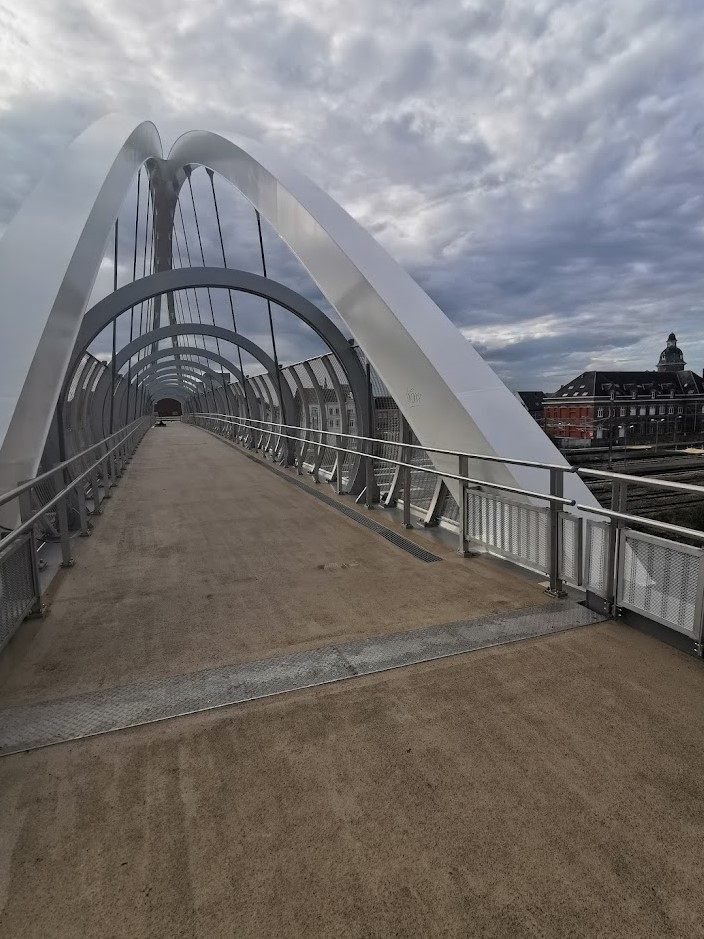
Passerelle de la gare d'Hazebrouck, 2022

Aucune autoroute ne dessert Hazebrouck directement. L'A25 et l'A26 se situant respectivement à 15 km et 20 km. Néanmoins, plusieurs routes départementales desservent la ville telles que l'ancienne route nationale 42 (RD 642) qui permet de rejoindre rapidement à l'ouest Saint-Omer en 25 min, Calais en 1 h (via l'A26) et Boulogne-sur-Mer en 1 h 15  et à l'est Armentières en 25 min et Lille en 40 min (via l'A25).
L'ancienne Route nationale 16 (actuelle RD 916) permet aussi de rejoindre rapidement au nord Dunkerque en 40 min (via l'A25) et au sud Béthune en 30 min, Lens en 55 min, Arras en 1 h 15 , Amiens en 2 h et Paris en 3 h (via l'A26)
La gare d'Hazebrouck, 7e du Nord-Pas-de-Calais par sa fréquentation (1 718 719 voyageurs en 2022, sources SNCF[réf. incomplète]) est desservie par le TGV Nord européen (direct Paris Nord en 1 h 50  via Béthune-Lens-Arras) ainsi que par des TER Nord-Pas-de-Calais en direction d'Armentières en 20 min, Lille en 35 min, Saint-Omer en 15 min, Calais en 40 min, Dunkerque en 30 min, Béthune en 25 min, Lens en 45 min et Arras en 1 h.
L'aéroport international d'affaires de Merville - Calonne se trouve à 12 km au sud-est d'Hazebrouck par la D 946 en direction de Merville.

## Toponymie
- Etymologie : Du néerlandais haas/hase « lièvre » + broek « marais ».
- Anciens noms : Hasebroch (1000), Hasbruc (1122), Hasbruich, Asebroc (XIIe siècle), Hasabroc (1187), Hasabroec (1202).

La ville est désignée Hazebroek en néerlandais, c'est-à-dire littéralement marais de/aux lièvres.
On parle parfois d'hazebroucker quelqu'un, en référence au juge Étienne Ceccaldi, que le garde des Sceaux Jean Lecanuet voulut muter à Hazebrouck en 1976 à titre de sanction, pour avoir refusé de modifier un rapport sur les ententes pétrolières conclues entre les grandes compagnies au détriment des petits producteurs,.

## Histoire
Hazebrouck était un village du comté de Flandre. Comme de nombreuses villes de Flandre, Hazebrouck dut tout au long de l'Ancien Régime subir les outrages des guerres entre les Pays-Bas bourguignons puis espagnols et la France, et au XXe siècle des deux guerres mondiales.

### Moyen Âge
Il est coutume de relater que des moines, à l'aube de l'ère chrétienne, sous le règne de Dagobert Ier, défrichèrent les environs et asséchèrent une forêt marécageuse. L'élevage et la culture purent ainsi se développer. C'est à cette époque que saint Éloi serait venu évangéliser la contrée.

#### La Flandre des comtes 862-1384
Entre 862 et 1384, le titre de comte de Flandre se transmet par neuf familles, de Beaudouin  Bras de fer (862-879) à Louis de Male (1346-1384).
En 1122, le comte de Flandre, Charles le Bon attribue le statut et donc le nom de "Ville" à Hasbruc.
On trouve une première mention écrite d'Hasbroec en 1141 par l'archevêque de Reims, Samson de Mauvoisin qui confirme au chapitre de Cassel, la possession de terres, sises à Hasbroec. En néerlandais haas (haze en flamand occidental) signifie « lièvre », et broek « marais ».
C'était à cette époque un grand village vivant de chasse et de pêche qui dépendait de la châtellenie de Cassel et qui fut brûlé par Philippe de Valois en 1347. À cette époque les  guildes, corporations d'artisans : boulangers, brasseurs, cordonniers, tisserands, drapiers… vont faire connaître la prospérité à la ville.
Les Gantois saccagèrent la ville en 1436.

#### La Flandre dans les Pays-Bas bourguignons (1384-1555)
Les Français de Charles VIII brûlèrent la ville le (24 août).
En 1512 est construite la flèche de l'église Saint-Éloi (Turris Splendida) par Loocke Sanderus.
Du point de vue religieux, la commune était située dans le diocèse de Thérouanne puis dans le diocèse d'Ypres, doyenné de Cassel.

### Temps modernes

#### La Flandre dans lesPays-Bas espagnols(1555-1678)
En 1565-1566, le canal d'Hazebrouck est creusé et le port d'Hazebrouck est implanté. À la même époque, la ville possède une grande place non pavée, au centre de laquelle existait une fosse entourée d'une haie. Les habitations en torchis et aux toits de paille ne possèdent qu'un rez-de-chaussée.
En 1582, la ville est détruite. Le premier hôtel de la ville d'Hazebrouck est construit en 1589. De 1602 à 1635, le Westhoek vit en paix.
En 1610, les Augustins ouvrent un collège dans les bâtiments de l'ancien couvent. Le couvent des Augustins est bâti en 1616. Cependant, la ville connaît de graves épidémies comme la peste en 1637, 1638 et 1646.

#### La Flandre française depuis 1678
La bourgade compte 3 725 habitants en 1701, peu après son annexion au royaume de France sous Louis XIV par le traité de Nimègue en 1678. Ce traité entérine notamment les conséquences de la bataille de la Peene livrée un an plus tôt à Noordpeene.
Joseph Louis Étienne Cordier (1775-1849), ingénieur en chef des ponts et chaussées (et Membre de la légion d'honneur) écrit en 1820 à propos de l'arrondissement d'Hazebrouck qu'il a durant un certain temps constitué une exception juridique et fiscale étonnante : « Sous Louis XIV, les habitans contribuèrent à détruire une armée ennemie engagée dans ce pays coupé de haies, et reçurent pour récompense l'exemption des impôts indirects. Depuis 1790, ils ont perdu cette franchise ». 
Selon ce même auteur, « d'après un système de défense qui semble aussi contraire aux lois qu'aux idées militaires, généralement adoptées, on s'oppose (dans l'arrondissement) à l'ouverture des canaux et des routes. En vain les conseils du département et de l'arrondissement, et les Préfets, ont demandé l'exécution des travaux indispensables que les habitans offrent de payer. Les ouvrages sont ajournés, et ces malheureux cultivateurs restent comme séparés de la France par la difficulté des communications ». Depuis 1790, les habitants de cet arrondissement « n'ont point obtenu le droit d'ouvrir des chemins, même de village à village » précise Cordier.
- Le 25 février 1685, le magistrat d'Hazebrouck interdit les toitures en paille ou chaume pour éviter les incendies.
- Le 2 mars 1697, le Comte de Flêtre, grand bailli de Cassel renouvelle la loi (6 échevins) d'Hazebrouck.
- Le 14 février 1723, pour fêter la fin de la peste, La tour Saint-Éloi s'embrase sous les feux de Joie.
- 1756 Relevé de la carte de Cassini demandée par Louis XV.

### Révolution française et Empire
- Le 16 février 1790, l'Assemblée Nationale décide que Hazebrouck sera le siège du tribunal de district.
- Le 9 mars 1792, la société populaire organise un banquet en l'honneur de Primat, évêque constitutionnel qui rend visite à Hazebrouck.
- 1793 : bataille de Hondschoote.
- Le 14 février 1794, le conseil général de la ville oblige les habitants à porter la cocarde tricolore. La même année, trois arbres sont plantés sur la place : un chêne, un peuplier et un pommier.
- 1794 : décapitation à Paris de Verwisch, curé constitutionnel (ayant prêté le serment de fidélité à la constitution civile du clergé) d'Hazebrouck. De même que quelques autres prêtres (Vandenheede curé de Rexpoëde, Jacquez curé de Merville), il avait fait partie des révolutionnaires les plus extrémistes, au point qu'un révolutionnaire laïque comme Florent-Guiot, représentant de la Convention dans le département du Nord, les soupçonnait de vouloir en réalité un soulèvement de la population contre la Révolution[27].
- Le 23 janvier 1799, le citoyen Rackelboom, laboureur à Morbecque achète aux enchères, l'église des Augustins pour 82 000 livres.
- 11 février 1801 : L'ancien hôtel de ville est en flammes. Le greffier, M. Theeten parvint à s'enfuir par une fenêtre. Monsieur Drapier, architecte présente le devis de reconstruction de l'hôtel de ville pour 128 997 francs, le 2 janvier 1806. La construction commence le 6 mai. Les archives de la ville ont été détruites lors de cet incendie[28].
- En 1802, Hazebrouck est une place fortifiée[29].
- En 1803, dans la continuité de l'époque antérieure à la Révolution, se tient dans la ville une grande foire annuelle pour toutes marchandises avec foire à bestiaux le 1er jour; cette année là, elle a eu lieu du 1er au 9 fructidor (fin août). Ont également lieu des foires de seconde classe pour marchandises et bestiaux, les 17 (6 juin) et 28 prairial (17 juin)[30] et un franc marché (marché où les ventes sont dispensées de taxes) aux bestiaux en brumaire (novembre), pluviôse (février), ventôse (mars), germinal (avril) et thermidor (juillet). S'ajoutent à cela, des marchés décadaires (la décade est une période de dix jours dans le calendrier républicain) pour grains, petits animaux, légumes[31].

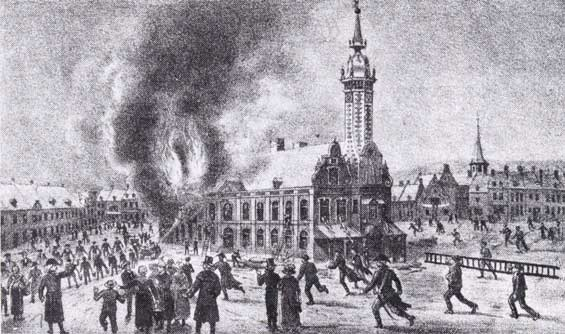
L'hôtel de ville le 11 février 1801.

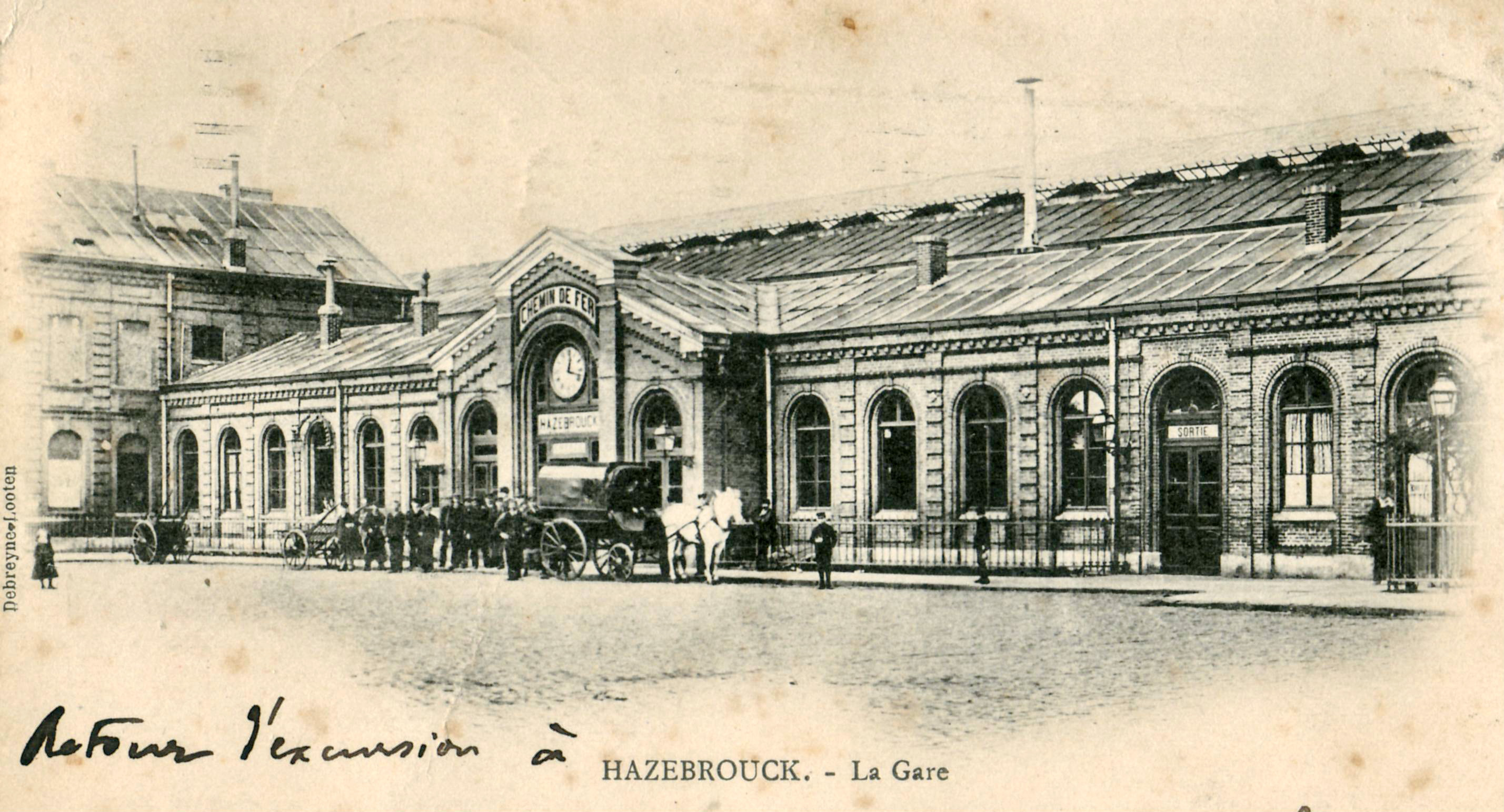
La gare de 1861, vue avant la Première Guerre mondiale.

- À cette époque, pour les transports par route, on trouve à Hazebrouck des cabriolets de louage. De plus, un chariot part pour Bailleul, Armentières et Lille le mardi. Par voie d'eau, des barques relient la ville à Estaires et à Merville, et une barque s'en va vers Aire-sur-la-Lys et Saint-Omer tous les mardis[32].
- Le 22 novembre 1813, quelque 3 000 conscrits rassemblés à Hazebrouck se révoltent contre l'Empire de Napoléon Ier.
- Le 17 février 1814, Hazebrouck est envahie par les Cosaques du Baron de Geismar. Cette occupation durera 4 ans.

### Époque contemporaine
- 1838 : Un fronton et une horloge sont ajoutés à l'hôtel de ville.
- 1848 : C'est le chemin de fer avec la ligne Lille - Dunkerque qui donna une certaine impulsion aux industries locales de tissage et de filature dès septembre 1848. Le 9 mars 1848, après de longues concertations, le ministre des travaux publics fixa l'emplacement de la gare d'Hazebrouck mais ce ne fut qu'en 1861 que l'on vit la création de la gare définitive, lors de la mise en service de la ligne Calais-Hazebrouck. C'est d'ailleurs à la gare que le 25 février 1879, les Hazebrouckois tentèrent d'apercevoir l'impératrice d'Autriche Sissi en route pour Londres. L'apparition du chemin de fer fit progresser la place du français dans la vie de tous les jours. En effet, le flamand occidental était la langue utilisée dans les familles hazebrouckoises jusqu'au début du XXe siècle. À la fin du XIXe siècle, plus de la moitié des enfants des familles hazebrouckoises ne parlaient que le dialecte local du néerlandais. Aujourd'hui, la totalité ne parle que le français.
- Le 8 avril 1848, les citoyens Velge et Hanicot célèbrent la révolution en arborant sur la tour de l'église Saint-Éloi le drapeau tricolore.
- 1849 : Le baron de La Grange est élu à Hazebrouck.
- Le 24 mars 1850, les religieuses de la congrégation des « Filles de la charité » prennent en charge les soins des vieillards de l'hospice.
- Le 16 juillet 1880, la foudre tombe sur le clocher de l'église Saint-Éloi. L'architecte Vandelbuicke préconise sa destruction, bien qu'en 1868, la commission historique du département du Nord ait donné un avis favorable au classement du clocher « parmi les monuments historiques » pour son « importance et le style de sa flèche », son « aspect pittoresque et monumental »[33].
- Au début du XXe siècle, la ville comptait quatre tissages qui employaient plus de 1 000 personnes et le canal d'Hazebrouck poursuivait son activité mais de 1903 à 1909, l'apparition de métiers à tisser automatiques entraina des grèves et l'intervention de l'armée afin de rétablir l'ordre.
- 1882 : Ouverture des halles, le 18 septembre.
- 1894 : Construction du palais de justice.
- À partir de 1906, jusqu'à 1928 pour les voyageurs et 1944 ou 1962 pour tout type de trafic, une ligne de chemin de fer d'intérêt local relie Hazebrouck à Merville via La Motte-au-Bois, avec des arrêts dans des hameaux dépendant des villages traversés, comme Préavin, Caudescure.
- Le 24 mars 1912, le chanoine Lamant, vicaire général procède à la bénédiction de l'église du Sacré-Cœur et de l'école Saint-Jules.

#### Première Guerre mondiale

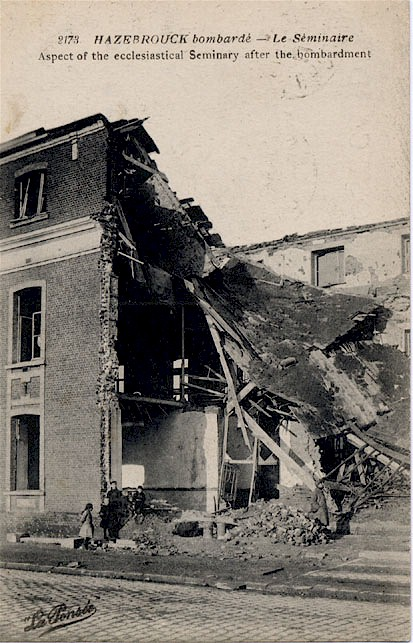
19 mars 1918.

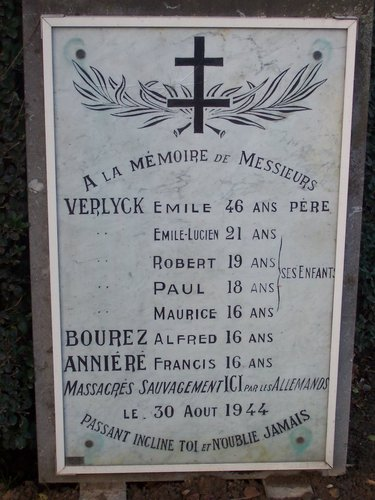
Stèle, rue Verlyck.

La ville servait essentiellement de base arrière pour les soldats anglais et australiens. Elle fut durement bombardée par les Allemands vers la fin de la Première Guerre mondiale, en 1917 et 1918. Une grande partie de la ville fut détruite.
- Le 24 février 1917, l'abbé Lemire, maire d'Hazebrouck est nommé chevalier de la légion d'honneur.
- En 1928 est créée l'association des amis de Tisje Tasje. Les géants en osier : « Roland d'Hazebrouck » le croisé, « Tisje Tasje » le colporteur, et sa famille : « Toria » sa femme, « Babe Tisje » et « Zoon Tisje » fille et fils de Tisje Tasje, apparaissent successivement.

Pendant la Première Guerre mondiale, un camp de travailleurs chinois venus travailler en France est installé à Hazebrouck.
En 1931, un tramway relie Hazebrouck à Merville.

#### Seconde Guerre mondiale
Durant toute la Seconde Guerre mondiale, mais plus particulièrement après le 22 juin 1941, l'aviation britannique et américaine détruisit une partie de la ville car les pilotes visaient la gare et son nœud ferroviaire mais manquaient souvent leur cible.
En mai 1940, des observateurs britanniques cachés dans la tour Saint-Éloi attirèrent le feu d'une batterie allemande située à Morbecque. Le clocher est sérieusement touché et la flèche s'effondra lors d'une tempête en décembre de la même année.
Le mercredi 30 août 1944, les troupes allemandes abattent des occupants de la maison de la famille Verlyck. Ce massacre fait 5 victimes dans cette seule famille. Émile Verlyck était âgé de 46 ans, quatre de ses fils sont également assassinés : Émile (20 ans), Robert (19 ans), Paul (18 ans) et Maurice (16 ans). Deux jeunes de 16 ans se trouvent dans la maison des Verlyck au moment où surgissent les soldats allemands : Alfred Bourez et François Annieré. Ils sont eux aussi froidement abattus. Toute la population hazebrouckoise est bouleversée par ce carnage. Le conseil municipal décidera de changer le nom de la rue des Tilleuls pour lui donner le nom de rue Verlyck, y installant une stèle en souvenir du drame.
Le 15 avril 1945, Raoul Dautry, ministre de la Reconstruction, rend visite à Monsieur Plateel, maire, pour lui présenter le plan de reconstruction de la ville.

#### Fin duXXesiècle
De 1971 à 1983, sous une municipalité socialiste (PS), Hazebrouck se dote d'un ensemble d'équipements publics: bibliothèque municipale, centre socio-éducatif (centre André-Malraux) ; projet « Hazebrouck Ville Ouverte » ; développement de logements sociaux et sensibilisation au patrimoine et à la qualité du cadre de vie en Flandre intérieure. Dès 1970, l'association « Menschen Lyk Wyder » sera au cœur de la réflexion sur la qualité de vie à Hazebrouck et en Flandre intérieure. Elle préfigurera la démarche du pays du « cœur de Flandres » du début des années 2000.
Hazebrouck passe à cette époque la barre des 20 000 habitants.
En 1980, sous l'impulsion de Georges Degroote, l'association APREC se forme en vue de reconstruire la flèche de Saint-Éloi. Les travaux entrepris en 1993 se termineront en 1995.

## Politique et administration
Rattachements administratifs
Hazebrouck, situé depuis la Révolution française dans le département du Nord, fut chef-lieu de district puis d'arrondissement jusqu'en 1813 (transfert du chef-lieu à Cassel) puis de 1814 à 1815 (nouveau transfert à Cassel) et enfin de 1815 à 1926 année où l'arrondissement devient celui de Dunkerque, auquel la ville est désormais rattachée.
Elle était divisée depuis 1801 entre le canton d'Hazebrouck-Nord et le canton d'Hazebrouck-Sud, cantons dont la ville était le chef-lieu. Dans le cadre du redécoupage cantonal de 2014 en France, cette circonscription administrative territoriale a disparu, et le canton n'est plus qu'une circonscription électorale.
Rattachements électoraux
Pour les élections départementales, la commune est  depuis 2014 le bureau centralisateur d'un unique canton d'Hazebrouck
Pour l'élection des députés, elle fait partie de la quinzième circonscription du Nord.

### Intercommunalité
Hazebrouck, qui n'était jusqu'alors membre d'aucune intercommunalité à fiscalité propre, a adhéré en 2014 à la communauté de communes de Flandre Intérieure (CCFI) qui s'est alors constitué par la fusion de six petites intercommunalités. En 2024, cette communauté de communes s'est transformée en Communauté d'agglomération baptisée "Coeur de Flandre"

### Tendances politiques et résultats
Lors du second tour des élections municipales de 2014 dans le Nord, la liste DVD menée par Bernard Debaecker obtient la majorité des suffrages exprimés, avec 4 587 voix (44,40 %, 26 conseillers municipaux élus dont 13 communautaires), devançant de 276 voix celle DVG menée par Didier Tiberghien — maire-adjoint sortant, qui avait le soutien du maire sortant qui ne se représentait pas — qui a obtenu 4 311 voix (41,73 %, 7 conseillers municipaux élus dont 4 communautaires).
La troisième liste, FN, menée par Jessy Herlen, arrive loin derrière, avec 1 432 voix (13,86 %, 2 conseillers municipaux élus dont 1 communautaire).
Lors de ce scrutin, 35,99 des électeurs se sont abstenus.
Lors des municipales 2020 s'opposent Valentin Belleval, divers droite, ancien adjoint au maire, devenu frondeur en 2016, ; Didier Tiberghien, ancien premier adjoint socialiste, ici à la tête d'une liste divers centre, et le maire sortant, Bernard Debaecker, arrivé en troisième position — dont le mandat avait été tumultueux et marqué par la démission de 9 élus de sa liste, qui contestaient la réorganisation totale des services municipaux menée par le maire et son directeur général des services — L'écart n'était que de 189 voix entre Valentin Belleval et Didier Tiberghien. 
Le second tour est marqué par la victoire de la liste menée par Valentin Belleval (DVD)  avec 41,96 % des suffrages exprimés (25 conseillers municipaux élus dont 12 communautaires), devançant la liste divers centre menée par Didier Tiberghien (34,58 %, 6 conseillers municipaux élus dont 3 communautaires) et celle du maire sortant Bernard Debaecker, qui n'a obtenue que 23,45 % (4 conseillers municipaux élus dont 2 communautaires),.
Lors de ce scrution marqué par la pandémie de Covid-19 en France, 55,10 % des électeurs se sont abstenus.

### Liste des maires
| Période      | Période                         | Identité              | Étiquette         | Qualité |
| ------------ | ------------------------------- | --------------------- | ----------------- | --- |
| 1944         | 1944                            | Jean Fruquet          |                   | Professeur |
| 1944         | 1944                            | Joseph Élie Plateel   | PS                | Employé de chemin de fer. |
| 1945         | 1953                            | Auguste Damette       | gaulliste         | Entrepreneur Conseiller général d'Hazebrouck-Nord (1949 → 1973) Député du Nord (1951 → 1955 et 1958 à 1978) |
| 1953         | mars 1971                       | Henri Desbuquois      | MRP               | Industriel |
| mars 1971    | mars 1983                       | Amand Moriss          | PS                | Inspecteur des Impôts, Conseiller général d'Hazebrouck-Nord (1973 → 1979) |
| mars 1983    | juin 1995                       | Maurice Sergheraert   | DVD               | Greffier en chef honoraire Conseiller général d'Hazebrouck-Sud (1970 → 1990) Député du Nord (13e puis 15e circ.) (1978 → 1983)                                                                                           |
| juin 1995    | mars 2008                       | Paul Blondel          | DVD               | Cadre bancaire retraité, Conseiller général d'Hazebrouck-Sud (1988 → 2008) Conseiller régional |
| mars 2008    | avril 2014                      | Jean-Pierre Allossery | PS                | Chargé de mission territorial, Conseiller général d'Hazebrouck-Nord (2004 → 2012) Vice-président du conseil général du Nord (? → 2012) Député du Nord (15e circ.) (2012 → 2017)                                          |
| avril 2014   | juillet 2020                    | Bernard Debaecker     | DVD               | Commerçant retraité |
| juillet 2020 | En cours (au 11 septembre 2020) | Valentin Belleval     | DVD puis Horizons | Cadre du secteur privé Adjoint au maire (2014 → 2016) Vice-président (2014 → 2020) puis président de la CCFI (2020 → ) Conseiller départemental d'Hazebrouck (2021 → ) Vice-président du conseil départemental (2021 → ) |

### Politique de développement durable
La ville a engagé une politique de développement durable en lançant une démarche d'Agenda 21 en 2001.
Une expérience pilote de collecte des déchets avec un cheval de trait du Nord a été menée à Hazebrouck. Celle-ci a été abandonnée en novembre 2015, à la suite de la mort accidentelle d'un cheval.

### Jumelages
- Soignies (Belgique)
- Faversham (Royaume-Uni)
- Porz am Rhein (Allemagne)
- Cologne (Allemagne)

## Équipements et services publics

### Vie sportive
Hazebrouck compte de nombreuses associations sportives qui permettent de pratiquer un large panel d'activités sportives et ludiques.
La ville dispose de nombreux équipements sportifs, à savoir :
- 14 salles
- 2 complexes sportifs
- 2 pistes d'athlétisme
- 1 piscine couverte

Ces équipements sont mis à disposition des scolaires des établissements publics, privés, primaires, secondaires ainsi que des associations accueillant des adhérents hazebrouckois et les habitants de la Communauté d'agglomération "Cœur de Flandre"
Hazebrouck a aussi été ville d'accueil des Championnats de France 2023 de cyclisme sur route et de son départ sur la grand place (Place Charles de Gaulle) avec un beau circuit autour de Cassel (Nord) avec 2 montées : Porte d'Aire (19% de pente maximum) et Porte de Dunkerque (Pavé). Une course de 238.4km avec plus de 4000 mètres de dénivelé positif remporté en solitaire après une attaque dans la Porte de Dunkerque de Valentin Madouas de l'équipe Groupama-FDJ (Équipe cycliste Groupama-FDJ)

### Les équipements sportif
liste des complexes sportifs de la ville d'Hazebrouck :
- Complexe sportif Arnaud Beltrame (ancien complexe de l'Etoile) (salle omnisports Fernande Benoist, salle de gymnastique)
- Complexe sportif Pierre de Coubertin (salle omnisports, salle de gymnastique, salle pluridisciplinaire)
- Complexe sportif de l'Hoflandt (courts de tennis couverts et extérieurs, stand de tir, terrain d'honneur de football, terrains à 11 en herbe, terrain en schiste)
- Complexe de la rue de Vieux-Berquin (terrain de rugby, terrain de football)
- Stade Auguste Damette (dojo judo, Piste, terrain d'honneur, terrain synthétique, terrain en schiste, terrain de rugby)
- Salle du Biest
- Salle Jean Macé
- Salle Gilbert Despicht
- Salle Jean Jaurès
- Salle Jean Bouin
- Salle Omnisports Henri Desbuquois
- 'Squate Park :Le skatepark d'Hazebrouck est un skatepark semi-enterré de 500 m² accessibles aux skates, rollers, trottinettes et BMX. Différents niveaux de difficulté sont proposés, des enfants débutants aux ados et adultes plus aguerris.

## Enseignement et formation professionnelle
- Association pour la formation professionnelle des adultes, AFPA, formations du secteur mécanique générale, automobile, réseaux câblés, antennes…
- Centre AFPA de la rue de Vieux-Berquin. Externat et internat.

L'enseignement à Hazebrouck totalise plus de 10 000 élèves et étudiants dans les établissements suivants:
Enseignement Public
- Les écoles primaires Ferdinand Buisson, Jean Macé, Jules Ferry, Barrière Rouge (Amand Moriss) et Massiet du Biest
- Collège Fernande-Benoist - Externat - Classes européennes anglais en 4e et 3e
- Lycée des Flandres - Externat et Internat - Lycée Général Options possibles : Section européenne, Cinéma-audiovisuel, Sport, Latin, Grec, Informatique et création numérique
  - Bacs technologiques : STi2D, STMG
  - BTS : Aéronautique, Management des Unités Commerciales, Comptabilité-Gestion des Organisations
- Lycée professionnel / UFA Monts de Flandre
- Institut aéronautique Amaury de la Grange - BTS Aéronautique - ATPL Théorique - Bac pro - CAP

Enseignement catholique
- École Abbé-Lemire École primaire de l'enseignement privé catholique
- Collège Saint-Jacques Externat classes européennes option anglais en 4e et 3e
- Lycée Saint-Jacques Externat et internat, de la seconde au BTS. Bac ES, L, S, STG, mercatique (communication), GRH, compta et finances des entreprises, Sections européennes, BTS assistant de gestion PME-PMI, classes européennes option anglais, chorale, association sportive, club théâtre. Simulation d'entretien, OPérations carrières.
- Fondation Depoorter. Lycée Technologique et Professionnel Privé sous contrat. Seconde Générale et Technologique SMS, BAC ST2S, BEP (Carrières Sanitaires et Sociales, Agent Technique d'Alimentation, Comptabilité, Secrétariat), une section d'enseignement adapté (Unité Pédagogique d'intégration).
- Lycée Saint-Joseph - 3DP6 - BAC PRO - BAC STI2D - BTS - INTERNAT
- Institut d'Hazebrouck - Lycée des Sciences de la Terre et du Vivant, Établissement Privé sous contrat : 4e, 3e technologiques, Bac Pro technicien conseil vente, Bac Pro CGEA, Seconde Générale et Technologique, Bac STAV, BTS ACSE (Externat, Demi-Pension, Internat) Langues : allemand, anglais, espagnol, néerlandais.

## Santé
Le centre Hospitalier d'Hazebrouck est un établissement public de santé implanté sur le territoire de santé Lille Métropole et certifié par la Haute Autorité de Santé en 2019.
Il assume les fonctions d'hôpital de proximité pour une population d'environ 124 000 habitants, avec une capacité de 94 lits d'hospitalisation[Quand ?], centrée sur la médecine, la chirurgie et la gynécologie-obstétrique, un Service d'Accueil des Urgences et un service d'Hospitalisation à Domicile d'une capacité de 30 places[Quand ?], d'une structure d'hébergement pour personnes âgées (EHPAD) de 136 places[Quand ?], d'un CSAPA (Centre de Soins, d'Accompagnement et de Prévention en Addictologie) et de 20 lits[Quand ?] de Soins de Suite et de Réadaptation.
Les patients bénéficient de consultations et d'avis de spécialistes ainsi que d'un plateau technique de qualité disposant d'un service d'imagerie médicale (scanner, IRM), de salles de blocs opératoires, de salles de naissance, d'une pharmacie et d'une stérilisation.

## Population et société

### Démographie

#### Évolution démographique
L'évolution du nombre d'habitants est connue à travers les recensements de la population effectués dans la commune depuis 1793. Pour les communes de plus de 10 000 habitants les recensements ont lieu chaque année à la suite d'une enquête par sondage auprès d'un échantillon d'adresses représentant 8 % de leurs logements, contrairement aux autres communes qui ont un recensement réel tous les cinq ans,.

En 2022, la commune comptait 21 785 habitants, en évolution de +0,46 % par rapport à 2016 (Nord : +0,51 %, France hors Mayotte : +2,11 %).
| 1793  | 1800  | 1806  | 1821  | 1831  | 1836  | 1841  | 1846  | 1851  |
| ----- | ----- | ----- | ----- | ----- | ----- | ----- | ----- | ----- |
| 6 304 | 6 611 | 7 354 | 7 384 | 7 522 | 7 674 | 7 574 | 7 570 | 7 953 |

| 1856  | 1861  | 1866  | 1872  | 1876  | 1881   | 1886   | 1891   | 1896   |
| ----- | ----- | ----- | ----- | ----- | ------ | ------ | ------ | ------ |
| 7 892 | 8 273 | 9 017 | 9 435 | 9 857 | 10 595 | 11 332 | 11 672 | 12 571 |

| 1901   | 1906   | 1911   | 1921   | 1926   | 1931   | 1936   | 1946   | 1954   |
| ------ | ------ | ------ | ------ | ------ | ------ | ------ | ------ | ------ |
| 13 261 | 12 819 | 12 566 | 14 584 | 14 845 | 14 859 | 15 462 | 14 391 | 15 525 |

| 1962   | 1968   | 1975   | 1982   | 1990   | 1999   | 2006   | 2011   | 2016   |
| ------ | ------ | ------ | ------ | ------ | ------ | ------ | ------ | ------ |
| 17 446 | 19 037 | 19 866 | 20 008 | 20 567 | 21 396 | 21 101 | 21 741 | 21 685 |

| 2021   | 2022   | - | - | - | - | - | - | - |
| ------ | ------ | - | - | - | - | - | - | - |
| 21 498 | 21 785 | - | - | - | - | - | - | - |

#### Pyramide des âges
La population de la commune est relativement jeune.
En 2018, le taux de personnes d'un âge inférieur à 30 ans s'élève à 35,7 %, soit en dessous de la moyenne départementale (39,5 %). À l'inverse, le taux de personnes d'âge supérieur à 60 ans est de 27,6 % la même année, alors qu'il est de 22,5 % au niveau départemental.
En 2018, la commune comptait 10 109 hommes pour 11 244 femmes, soit un taux de 52,66 % de femmes, légèrement supérieur au taux départemental (51,77 %).
Les pyramides des âges de la commune et du département s'établissent comme suit.
| Hommes | Classe d’âge | Femmes |
| ------ | ------------ | ------ |
| 0,5    | 90 ou +      | 1,9    |
| 7,1    | 75-89 ans    | 11,3   |
| 16,4   | 60-74 ans    | 17,5   |
| 20,9   | 45-59 ans    | 19,9   |
| 16,6   | 30-44 ans    | 16,2   |
| 19,8   | 15-29 ans    | 17,1   |
| 18,6   | 0-14 ans     | 16,1   |

| Hommes | Classe d’âge | Femmes |
| ------ | ------------ | ------ |
| 0,5    | 90 ou +      | 1,4    |
| 5,3    | 75-89 ans    | 8,1    |
| 14,8   | 60-74 ans    | 16,2   |
| 19,1   | 45-59 ans    | 18,4   |
| 19,5   | 30-44 ans    | 18,7   |
| 20,7   | 15-29 ans    | 19,1   |
| 20,2   | 0-14 ans     | 18     |

### Manifestations culturelles et festivités

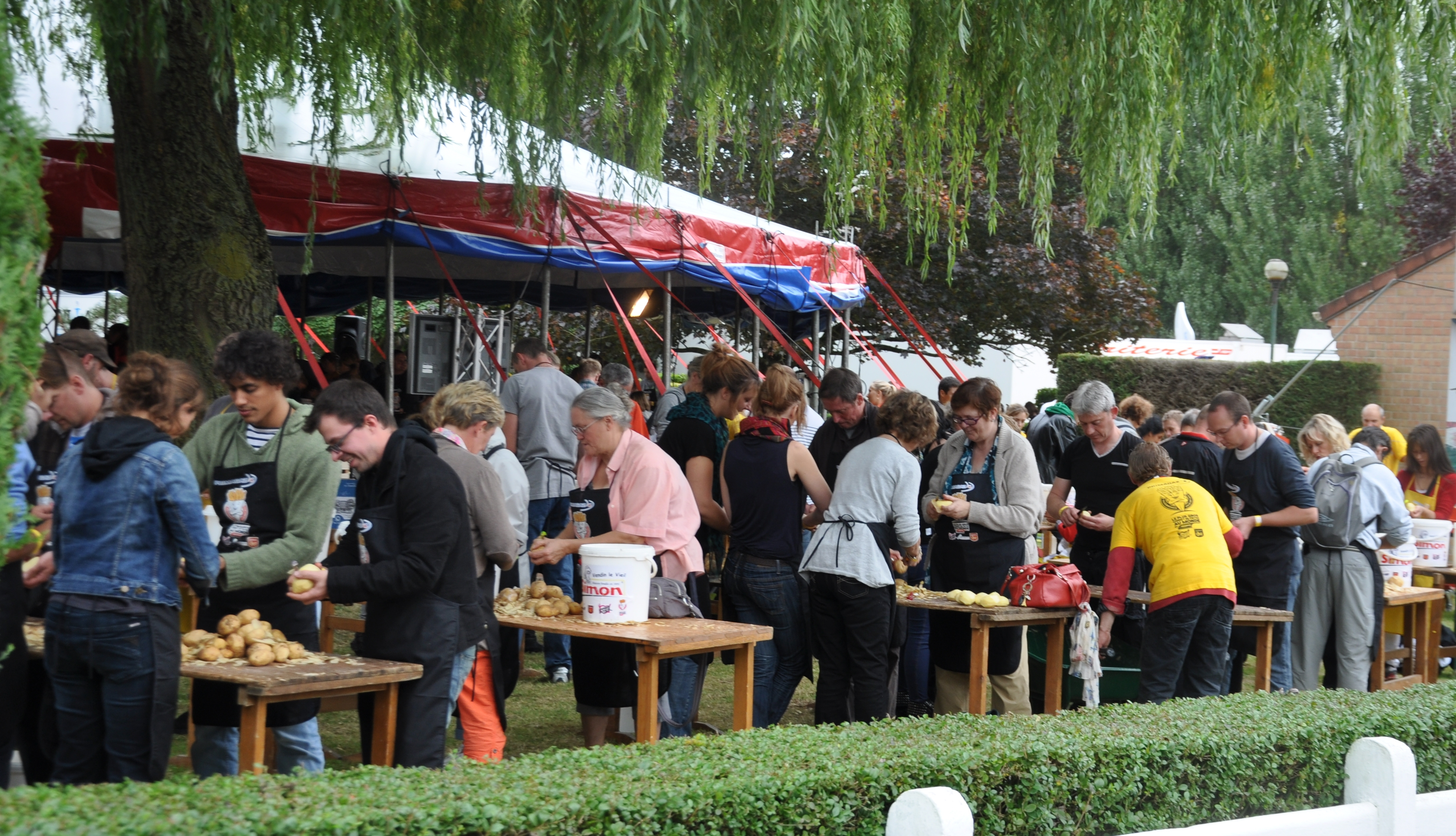
Lors de l'épluchage par les bénévoles.
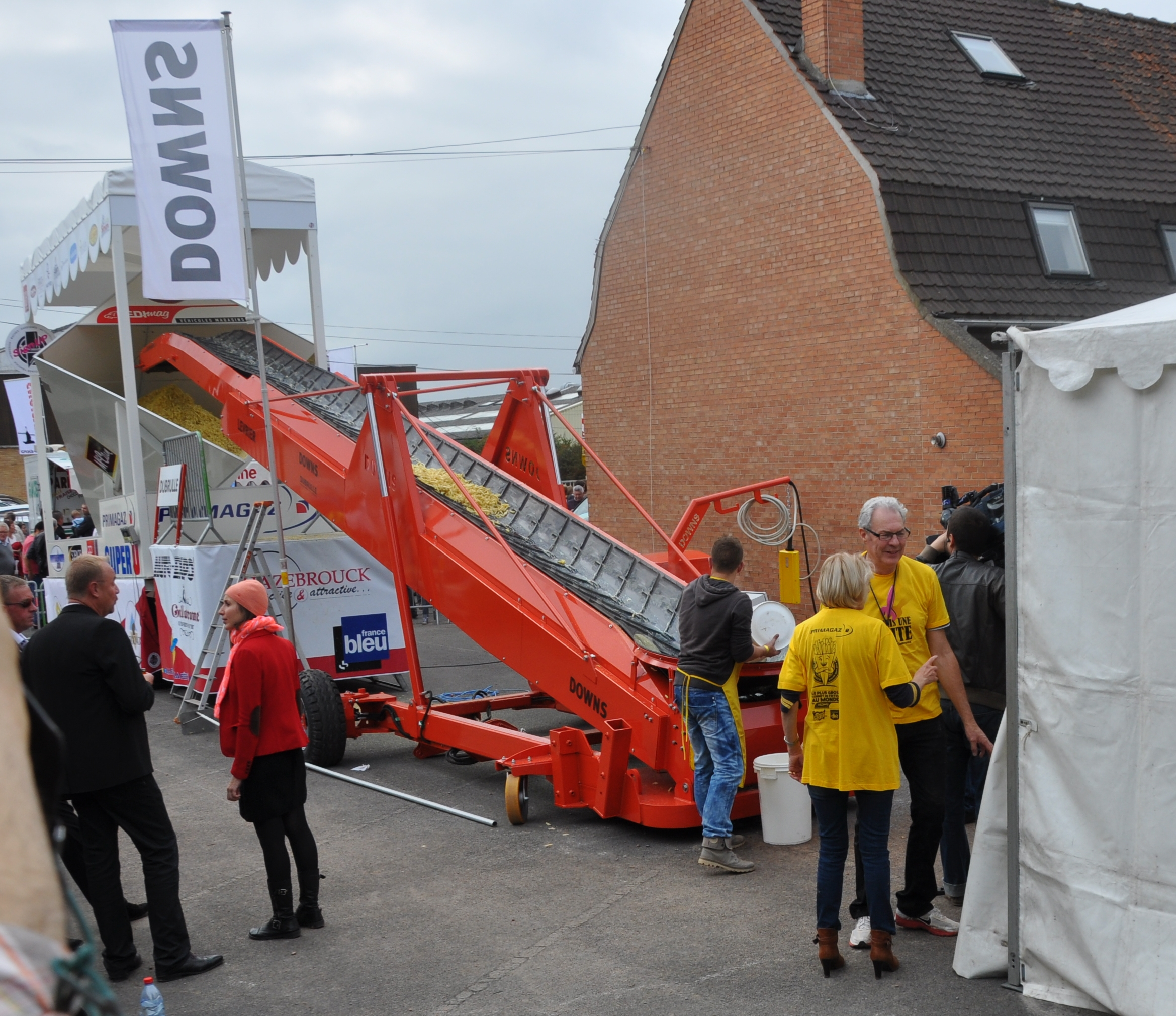
Le cornet se remplit après la cuisson des frites.

- Le 22 septembre 2013, à l'appel d'Hervé Diers[65], près de 2 000 bénévoles et de nombreux partenaires tentent de contribuer à l'établissement d'un nouveau record, celui du plus grand cornet de frites. Il s'établit depuis ce jour à quelque 6,2 tonnes[66]. Cependant, celui-ci ne sera pas inscrit au Livre Guinness, car les frites auraient dû être consommées[66].

### Loisirs
- Centre d'Animation du Nouveau Monde (C.A.N.M)
- Le Cercle de Galab-Kherû (Association de jeu de rôle)
- Centre d'Animation du Rocher et de la rue de Calais
- Les Acteurs du Village (Association de développement de l'espace rural et des villages)
- Aérosports / Voltige aérienne (Vols de découverte et d'initiation Voltige)
- Le Club Trains des Flandres d'Hazebrouck (modélisme ferroviaire, photographies & vidéos d'engins réels)
- SC Hazebrouck (Football CFA 2)
- Association sportive des Cheminots d'Hazebrouck (ASCH - football)
- Hazebrouck HB 71 (Handball champion de Nationale 2 2008, Nationale 1 2008/2009, Division 2 2009/2010) En 2023, le club évolue en Nationale 1 Elite.
- Volley Club Jean-Macé Hazebrouck
- Club de modélisme ferroviaire Hazebrouckois
- Scouts et Guides de France groupe « Père Jacques Sevin »
- Centre Socio Éducatif - Activités culturelles, artistiques et sportives - centre-ville (gym, danse, musique, ateliers de création…)
- Union Musicale d'Hazebrouck
- Centre André Malraux - programmation de spectacles vivants, action culturelle sur Hazebrouck et ses environs
- Judo Club hazebrouckois
- Gym'Haz (Club de gymnastique féminine et masculine aux agrès)
- Flandres Judo Hazebrouck
- Le RCFI : Rugby Club de la Flandre intérieure qui évolue en première série.
- L'école de musique.
- Le bowling des Flandres[Quand ?].
- La piscine.
- Tennis Club de la Tulipe Noire
- Les éclaireuses et éclaireurs de France, groupe Rudyard Kipling
- Focus Films[67], équipe de réalisation audiovisuelle et organisateur de « La Nuit du Film Court »[68]
- Le Cercle de Galab-Kherû, association de jeu de rôle
- Hazebrouck Wildcats, premier club de football américain en Flandres
- Association Hazebrouck Événements A.H.E. (Comité Miss Hazebrouck)
- L'orphéon (danse)
- Cœur de Flandre Basketball (CFBB) club de basket Ball évoluant en Pré-national
- Le Triathlon Club d'Hazebrouck (TCH), fondé en 1989

## Économie

### Transport fluvial
Au XVIe siècle, Hazebrouck possédait un port qui fut creusé en 1565-1566 alors que la ville dépendait de Philippe II d'Espagne (1555-1598).
Les routes étaient difficilement praticables et on utilisait le canal pour le bois de chauffage et le charbon qui alimentaient les machines à vapeur des filatures et tissages.
Le textile employa près de 1 500 personnes plus particulièrement dans le quartier de la rue de Merville. Depuis le port a été comblé, il reste le nom, rue du Rivage.

### Transport par chemin de fer

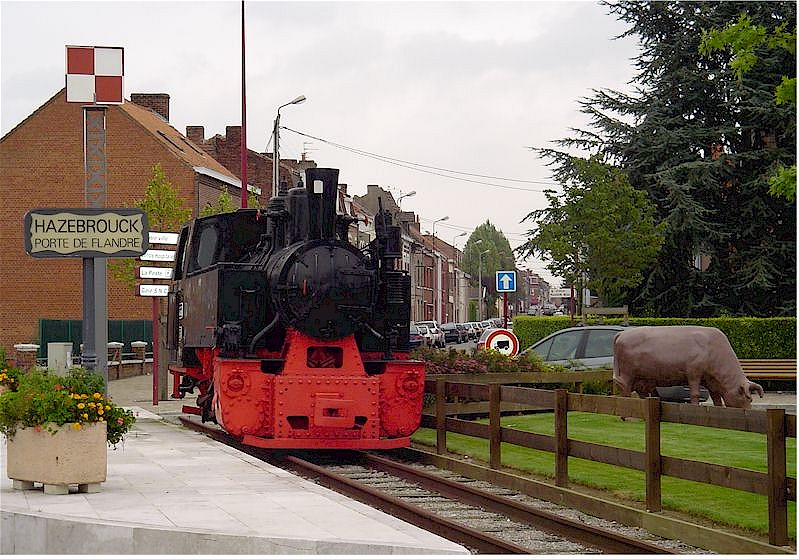
Locomotive à Hazebrouck.

Au XIXe siècle, la ville dut son développement à la création d'un nœud ferroviaire où se séparaient les lignes Lille-Dunkerque (septembre 1848) et Lille-Calais (1861).
D'autres voies uniques desservaient les villes de Merville ou d'Hondschoote mais aussi les villes belges de Poperinge et d'Ypres.

### Zones d'activité et commerces
La plus importante zone d'activité d'Hazebrouck est celle du parc de la Creule, d'une superficie de 14 hectares, situé au bord de la rocade contournant la ville (RD 642 Lille-St Omer-Boulogne)

### Les chiffres clés de l'écosystème économique hazebrouckois
350 commerces présents à Hazebrouck, 4 zones commerciales avec de nombreuses enseignes nationales pour un bassin de population de 100 000 habitants.
L'activité économique et commerciale d'Hazebrouck s'étend sur :
- le centre-ville, avec plus de 200 commerces indépendants
- le parc d'activités de la Creule dont le pôle commercial Carrefour
- le pôle commercial Leclerc
- le pôle commercial Super U
- la zone d'activités et de loisirs du Bowling/vers St-Omer
- la zone industrielle de Vieux Berquin
- la zone industrielle du Fer à cheval
- Un récent audit montre que plus de 40% des 350 commerces implantés à Hazebrouck attirent une clientèle habitant jusqu'à 20 kilomètres en dehors de la ville et que plus d'un tiers de ces commerces attirent des clients au-delà de 20 kilomètres.

## Culture locale et patrimoine

### Lieux et monuments
- L'hôtel de ville : dominant la Grand'place (place du Général de Gaulle) avec ses 12 colonnes de style néo-antique, il fut construit en 1807, sous Napoléon Bonaparte et achevé sous la Restauration. Il remplaça celui de 1589 qui brûla en février 1801.
- La rue de la Clef : plus ancienne rue d'Hazebrouck, son tracé date de 1 000 ans (tradition locale).
- La gare d'Hazebrouck, mise en service en 1848 sur la ligne de Lille à Saint-Pierre-lès-Calais.
- Le site de lancement de missiles V1 : Le bois des Huit-Rues a accueilli au cours de la Seconde Guerre mondiale un site de lancement de missiles V1[69], accessible depuis le carrefour des Huit-Rues. 50° 42′ 25″ N, 2° 29′ 26″ E
- L'église Saint-Éloi : cette église-halle gothique du XVe siècle est dédiée à saint Éloi et date de 1432, ce qui en fait l'un des plus vieux monuments de la ville. En 1492, elle fut incendiée par les troupes françaises de Charles VIII. Sa flèche fut élevée en 1512 mais fut gravement endommagée par les Allemands en 1940 ; la flèche ne fut reconstruite qu'en 1994.
- L'église Notre-Dame[70] : détruite pendant la Seconde Guerre mondiale, puis reconstruite en brique rouge, dans le quartier du Nouveau Monde. Intervenants : Joseph Philippe (architecte) ; Yves de Coetlogon (sculpteur) ; Henri Charlier (sculpteur) ; Gabriel Loire (verrier) ; Jules Largillier (verrier) ; Henault (sculpteur). Se caractérise par son campanile (clocher séparé du corps de l'église) et son aménagement intérieur de style « dépouillement total ». Très belle table du maître-autel. Le nouvel autel est en cuivre martelé. Il représente des pains et des poissons. La crypte contient une partie du mobilier de l'ancienne église: banc de communion, bancs de chanoines, sept des douze apôtres, un autel de marbre blanc, un ange adorateur en plâtre et une bannière de procession à l'effigie de Notre-Dame de Lourdes. On y trouve aussi une statue en chêne, sculptée par l'abbé Elie Westelinck.
- L'église du Sacré-Cœur, inaugurée en 1912.
- L'ancien couvent des Capucins et le petit séminaire : le couvent est situé dans les locaux de l'ancien petit séminaire Saint-François d'Assise (1865-1973) occupés désormais par le collège Saint-Jacques. Créé par Jacques Dehaene (1809-1882) en 1865 dans l'ancien couvent des Capucins, le petit séminaire accueillit Jules-Auguste Lemire qui y fut élève puis professeur. La chapelle restaurée en 2000-2003 contient un retable placé entre 1855 et 1858 classé à l'inventaire des monuments historiques. Cette chapelle a été complètement détruite par l'incendie du 24 juin 2008 qui a ravagé une partie du collège Saint-Jacques (de la chapelle, seul le retable subsiste). Plus de 1 000 m2 de toitures partirent également en fumée. L'orgue Merklin de 1870 a totalement fondu dans ce sinistre qui marqua fortement toute la population flamande. La restauration à l'identique de la chapelle s'opère entre 2009 et 2010.

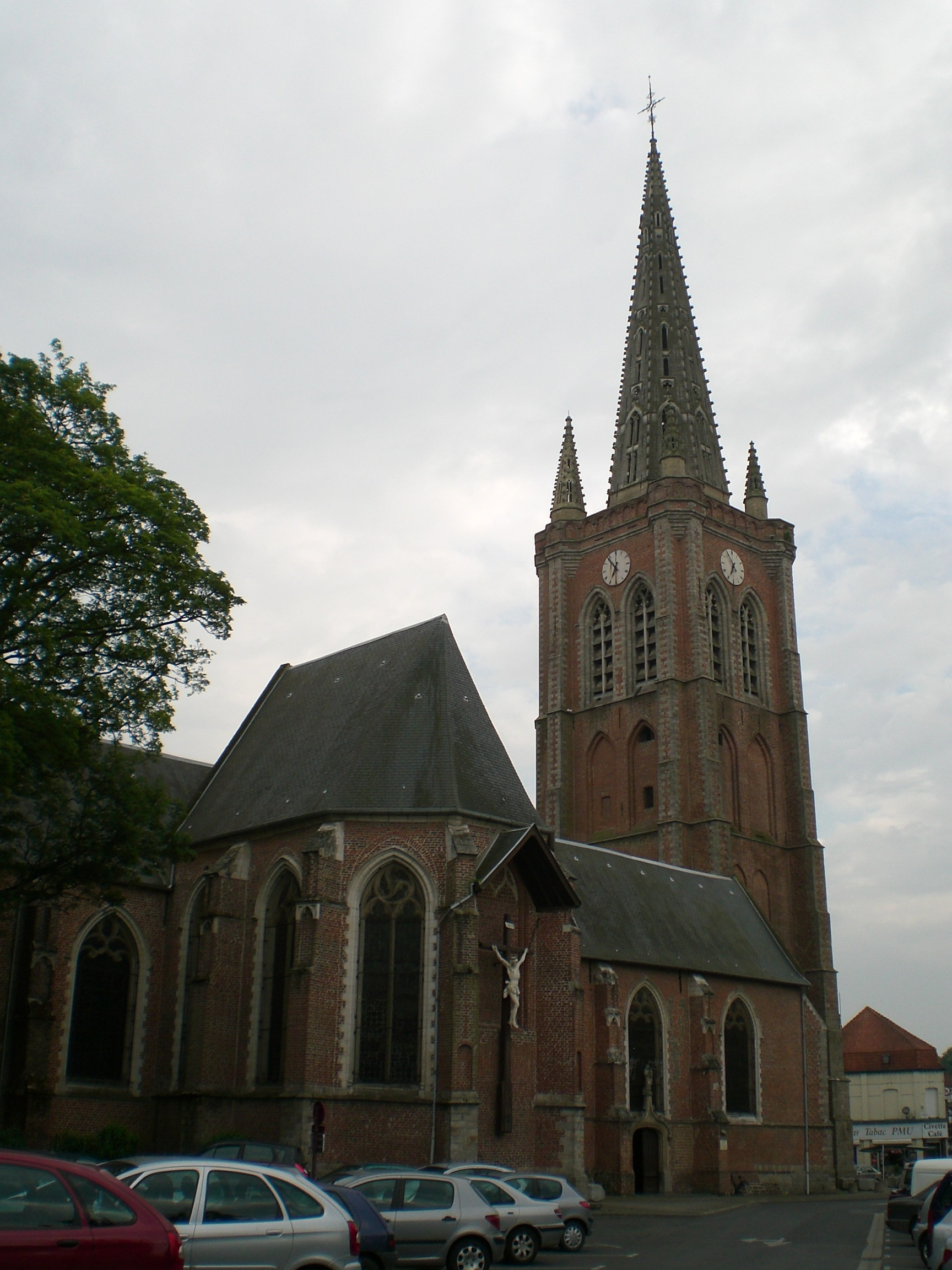
L'église Saint-Éloi.
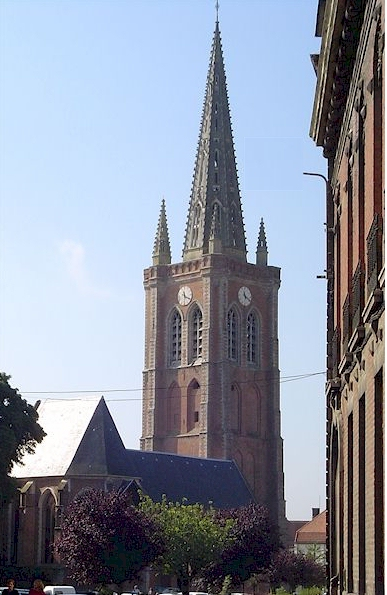
L'église Saint-Éloi.
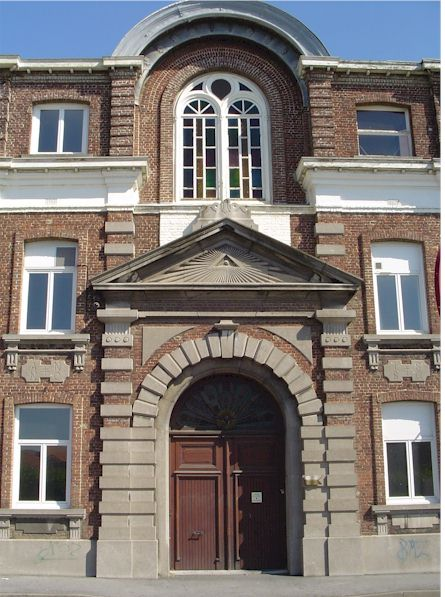
L'entrée du petit séminaire.
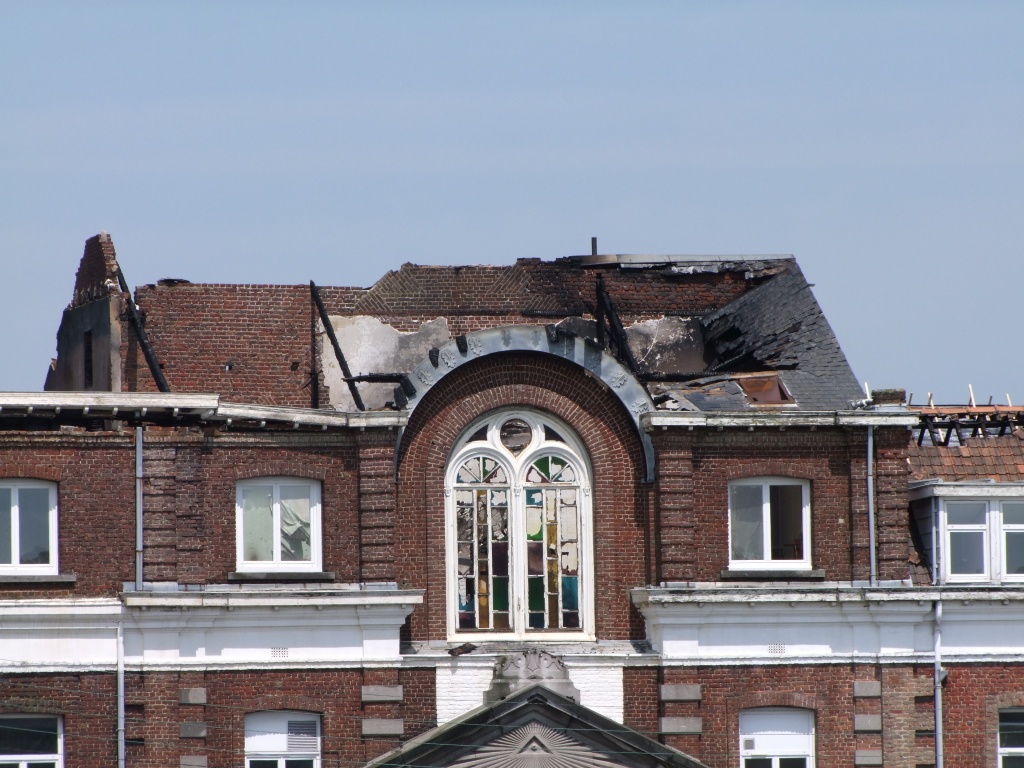
Le petit séminaire après l'incendie.

- Mémoriaux et cimetières militaires britanniques :
  - Cinq Rues British Cemetery
  - Hazebrouck Communal Cemetery
  - La Kreule Military Cemetery

- La chapelle Saint-Adrien, route de Saint-Omer, direction Caestre, date de construction inconnue, attestée en 1902, rénovée en 1981[71].

### Patrimoine culturel
- Le musée des Augustins : installé depuis sa création en 1927 dans l'ancien couvent des Augustins, un édifice de style flamand de 1616, il abrite une collection de peintures flamandes et françaises ainsi que des pièces d'art sacré en provenance de l'église Saint-Éloi. Il présente également une importante collection de peintures des XVIIe et XVIIIe siècles des anciens Pays-Bas méridionaux. Une salle d'ethnologie présente la reconstitution d'une cuisine traditionnelle flamande avec ses cuivres, faïences et étain. On peut également y retrouver les géants du Nord locaux : Tisje Tasje, Toria, Babe Tisje, Zoon Tisje et le plus ancien, Roland d'Hazebrouck. Il abrite également dans son aile la salle des fêtes. La bibliothèque du Comité flamand de France se trouve également dans cet ancien couvent.
- Le musée de l'Abbé-Lemire : la maison qu'habitait l'abbé Jules-Auguste Lemire, maire d'Hazebrouck de 1914 à 1928 et député du Nord, abrite aujourd'hui un musée qui rassemble des souvenirs, du mobilier et des photographies. Elle est située à proximité du clocher de l'église Saint-Éloi. La ville avait inauguré en son honneur le 14 avril 1929 un monument, en présence de dix mille personnes[72].

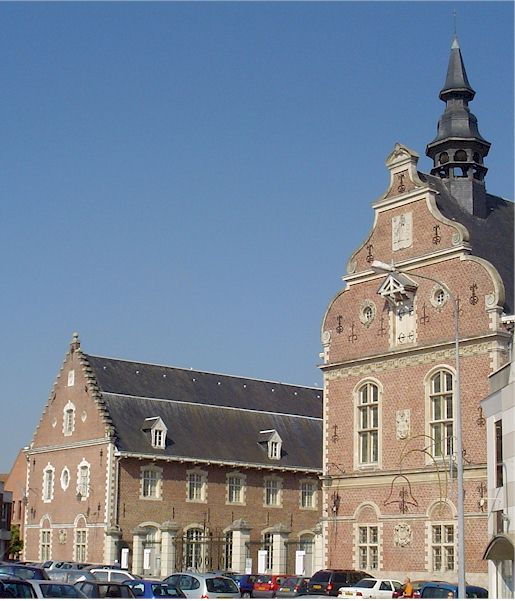
Le musée des Augustins.
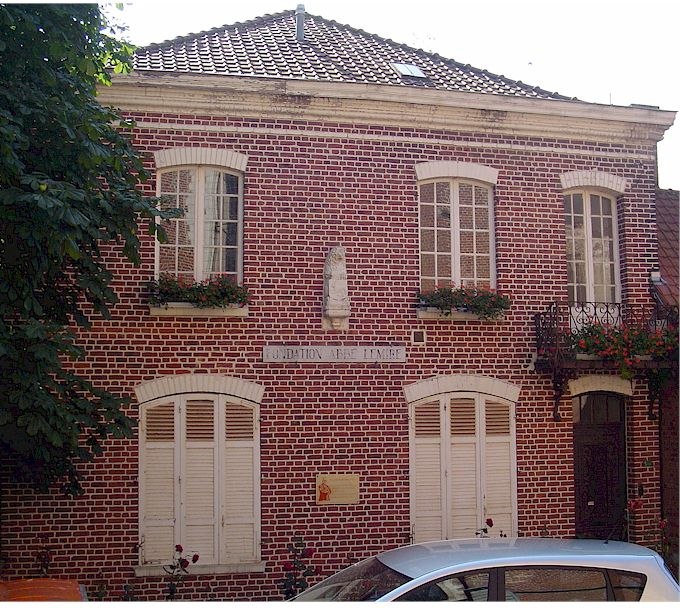
La maison du député Lemire.

### Personnalités liées à la commune
À Hazebrouck sont nés :

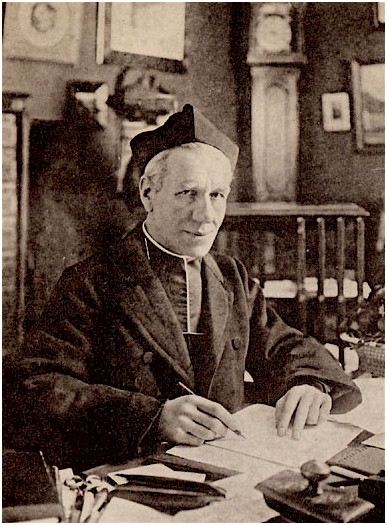
Jules Lemire (1853-1928).

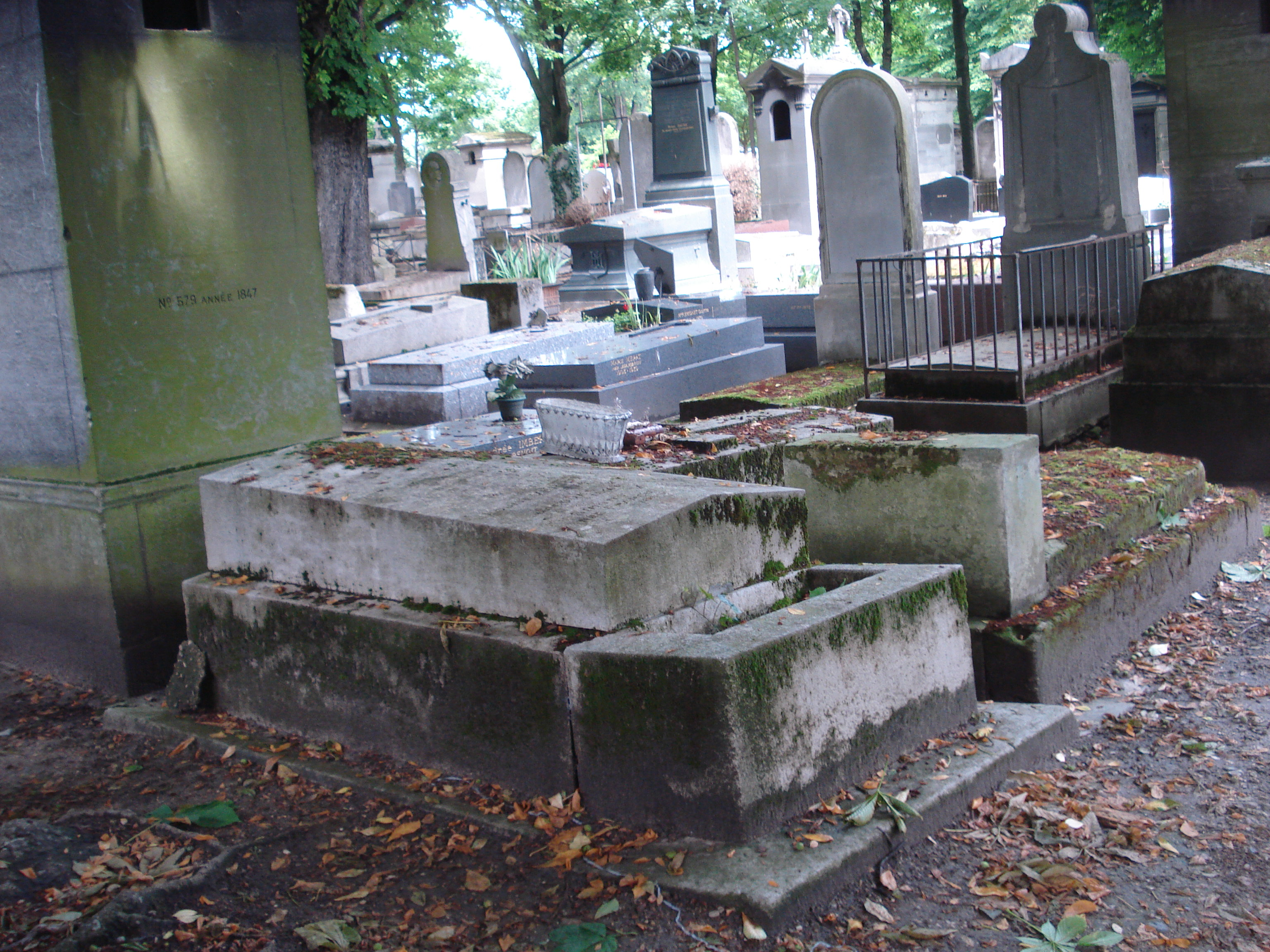
Tombe d'André-Charles-Joseph Verroust.

- Anatole Odilon Bernast (1871-1904) artiste peintre
- Louis-Florent-Alfred Bleuzet (1874-1941), hautboïste français, professeur au Conservatoire de musique de Paris
- François Caron (1931-2014), historien
- Annie Degroote (1949-), comédienne et écrivaine, spécialiste du Nord et ambassadrice de la ville[73]
- Maurice Deschodt (1889-1971) artiste peintre-créateur de géants régionaux
- Bruno Dewaele (1953-), professeur agrégé de lettres modernes, auteur, blogueur et chroniqueur français. Il remporte notamment la première édition des Dicos d'or en 1985, puis reçoit le titre de « champion du monde d'orthographe » en 1992
- Eugène Feautrier (1849-1898), musicien français
- Lucien Fenaux (1911-1969), sculpteur
- Jean-Baptiste Louis de Kytspotter (1751-1815), député aux États généraux de 1789 ;
- Dominique Leclercq (1957- ), footballeur
- Abbé Jules-Auguste Lemire (1853-1928), ecclésiastique et homme politique français.
- Adélaïde Leroux (1982- ), actrice française
- Pierre Justin Marie Macquart (1778-1855), entomologiste français
- Aimé Maeght (1906-1981), graveur, lithographe, marchand d'art, galeriste, mécène, éditeur, producteur de film et créateur de la Fondation Maeght, consacrée à l'art moderne et contemporain du XXe siècle
- Christophe Marichez (1974- ), gardien de but, champion de France 1998 avec le Racing Club de Lens
- Émile Massiet du Biest (1823-1888), homme politique
- Maria Petyt (1623-1677), laïque du Tiers-Ordre carmélitain. Mystique flamande et écrivaine, ses écrits empreints de spiritualité mariale s'intègrent dans le cadre de la Réforme de Touraine du Carmel qui a eu lieu en France au XVIIe siècle
- Nicolas Ruyssen (1757-1825), peintre français
- Albert Vanhoye (1923-2021), prêtre jésuite français, exégète et professeur d'Écritures saintes, nommé cardinal par le pape Benoît XVI en 2006
- Cédric Vasseur (1970- ), cycliste
- Charles Verroust (1826-1887), premier basson de l'Opéra, bassoniste de l'Opéra et de la société des concerts ; professeur de musique au lycée Louis-le-Grand
- Stanislas Verroust (1814-1863), hautboïste et compositeur français

Autres
- Gustave Pattein (1849-1924), sculpteur né à Steenvoorde et décédé à Hazebrouck. Son atelier était situé dans cette ville, d'abord rue de la clef puis rue de la sous-préfecture.
- Louis-Ferdinand Céline (Louis Ferdinand Destouches, 1894-1961), alors maréchal des logis au 2e escadron du 12e régiment de cuirassiers, est envoyé en convalescence à l'ancien couvent, devenu hospice, d' Hazebrouck à l'automne 1914. Il s'inspire de cette expérience pour son roman Guerre, retrouvé puis publié à titre posthume en 2022, où Hazebrouck apparaît comme source d'inspiration de Perdu-sur-la-Lys[74].
- Anna Dondon, membre de la bande à Bonnot, y a habité et y a été arrêtée.
- Jean-Noël Vandaele (1952- ) artiste peintre qui vit aux États-Unis. Il a exposé avec Louis-Olivier Chesnay au musée des Augustins en 1977.

### Folklore
C'est en 1928 que les amis de la société philanthropique Tisje Tasje (légendaire colporteur flamand, 1765-1842) voulurent se doter d'un géant, Roland van Hazebroeck. Ce personnage aurait participé à la quatrième croisade qui n'arriva jamais à Jérusalem.

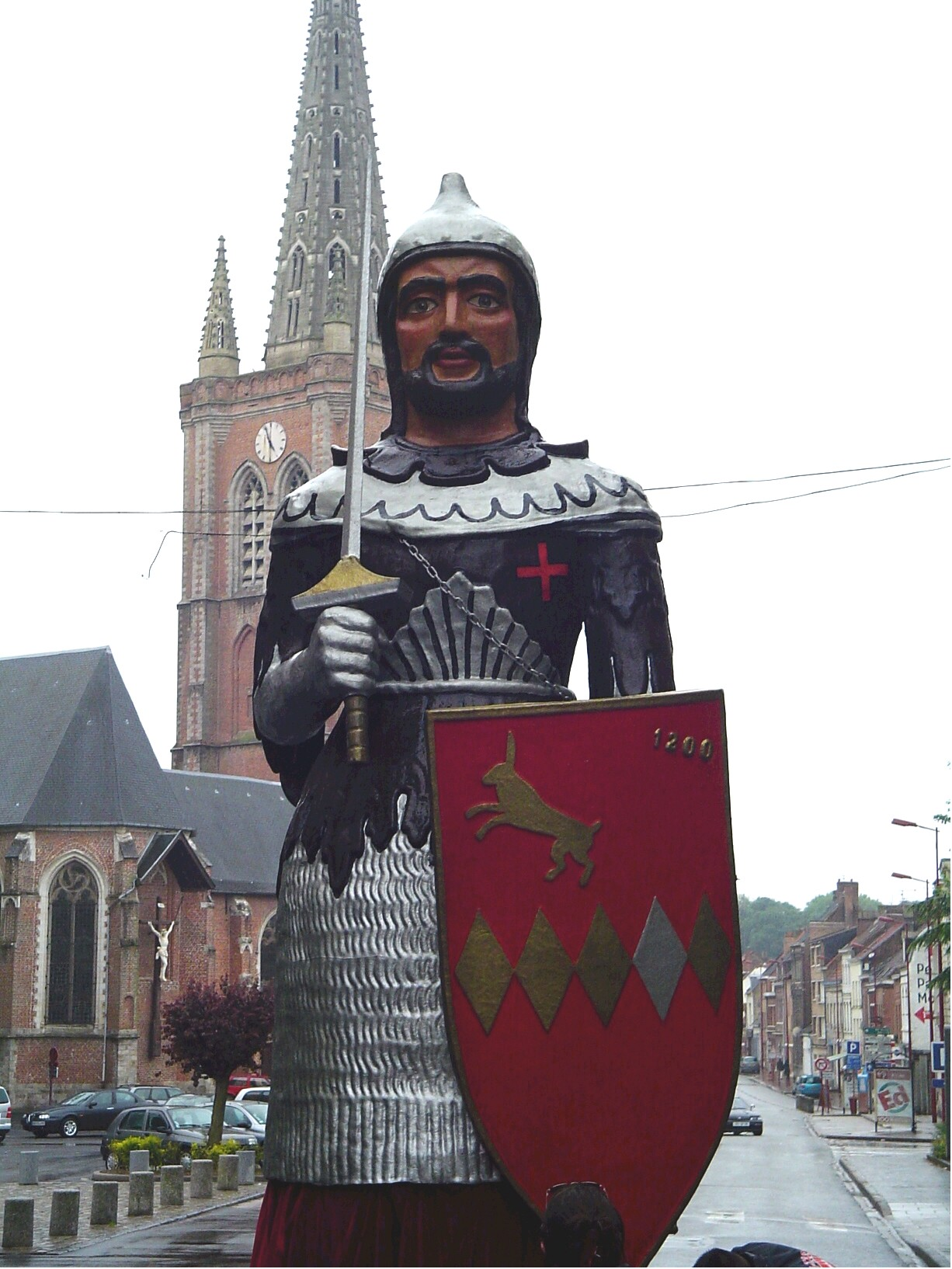
Roland d'Hazebrouck.
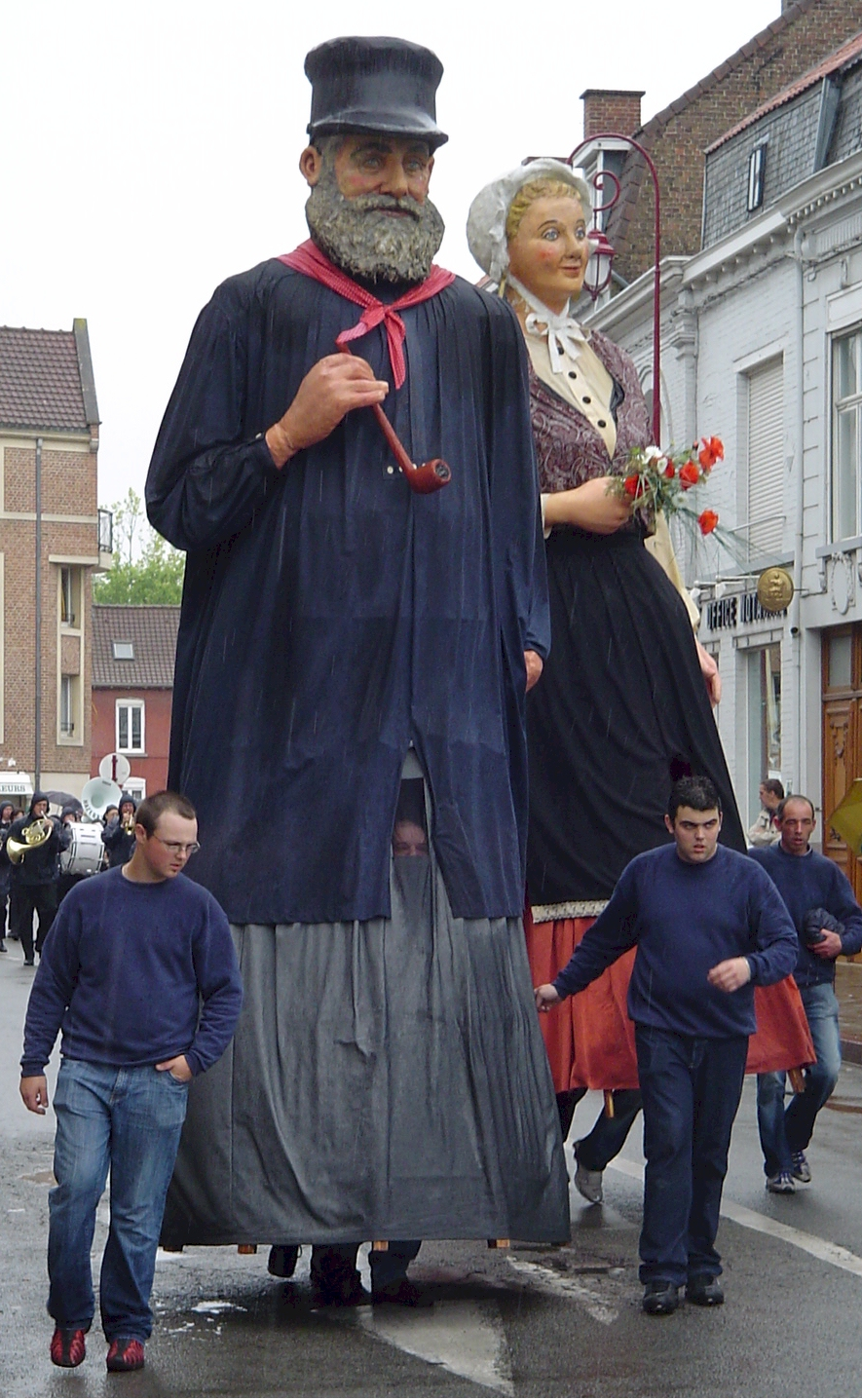
Tisje Tasje.
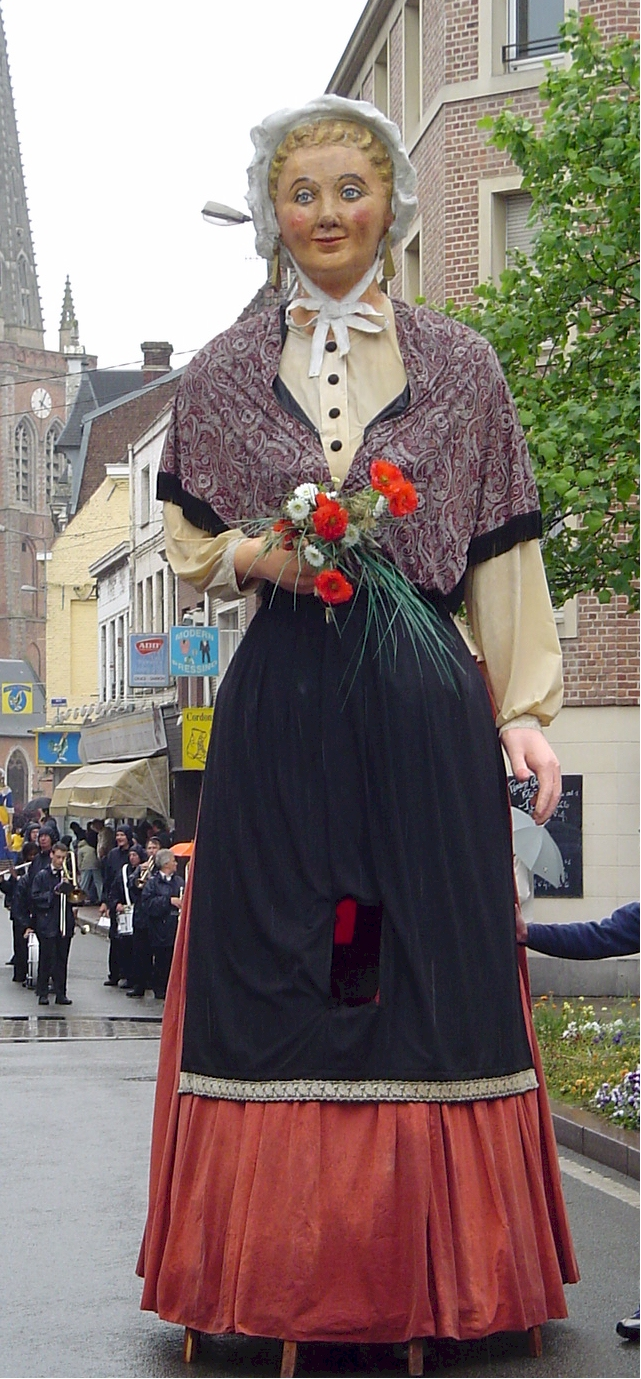
Toria.
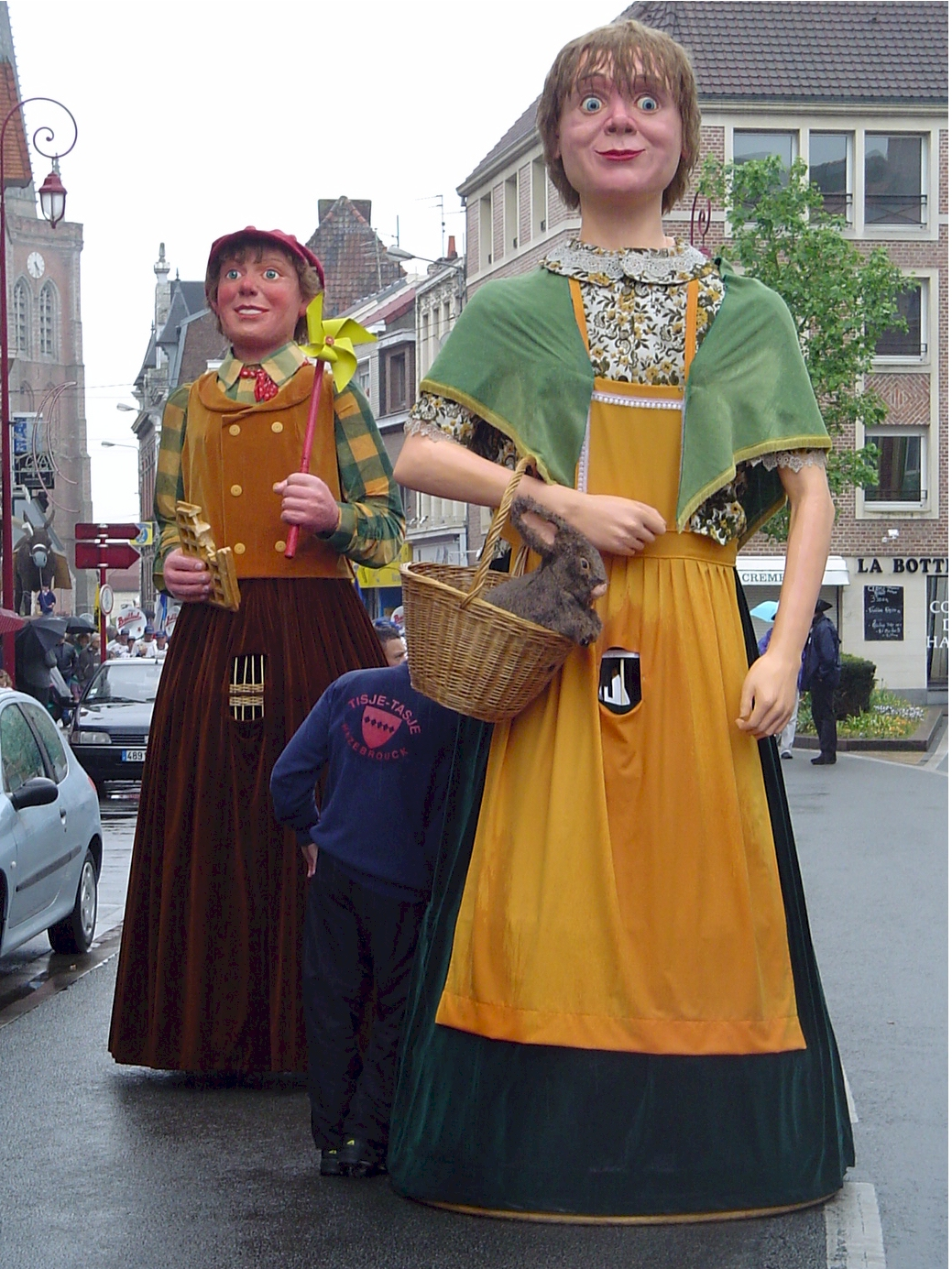
Babe Tisje et Zoon Tisje.

Lors de la fête et de la foire de la mi-carême, un cortège composé de chars tirés par des chevaux circulait dans la ville. Ils sont désormais tractés par des tracteurs agricoles. Les chars de l'agriculture, de la charité, des noix (en mémoire d'un procès qu'ont gagnés au Moyen Âge des avocats hazebrouckois contre un seigneur qui voulait garder ses noix pour lui seul, selon la légende), précédent celui du géant Roland.
Pendant de nombreuses années, un ballon aérostatique prit son envol depuis la grand place, le lundi des fêtes de la mi-carême.
Cette fête demeure toujours d'actualité de nos jours.
Chaque année, le 3e week-end de septembre est animé par l'opération « Ville ouverte » où les artistes de rues déambulent au milieu des brocanteurs et des associations locales.

### Héraldique
| Blason de Hazebrouck | Blason  | D'argent au lion de sable, lampassé de gueules, tenant de ses pattes de devant un écusson d'or chargé d'un lièvre courant en bande au naturel. |
| Blason de Hazebrouck | Détails | Le statut officiel du blason reste à déterminer.                                                                                               |